# Dossenbergerstraße 53 (Wettenhausen)

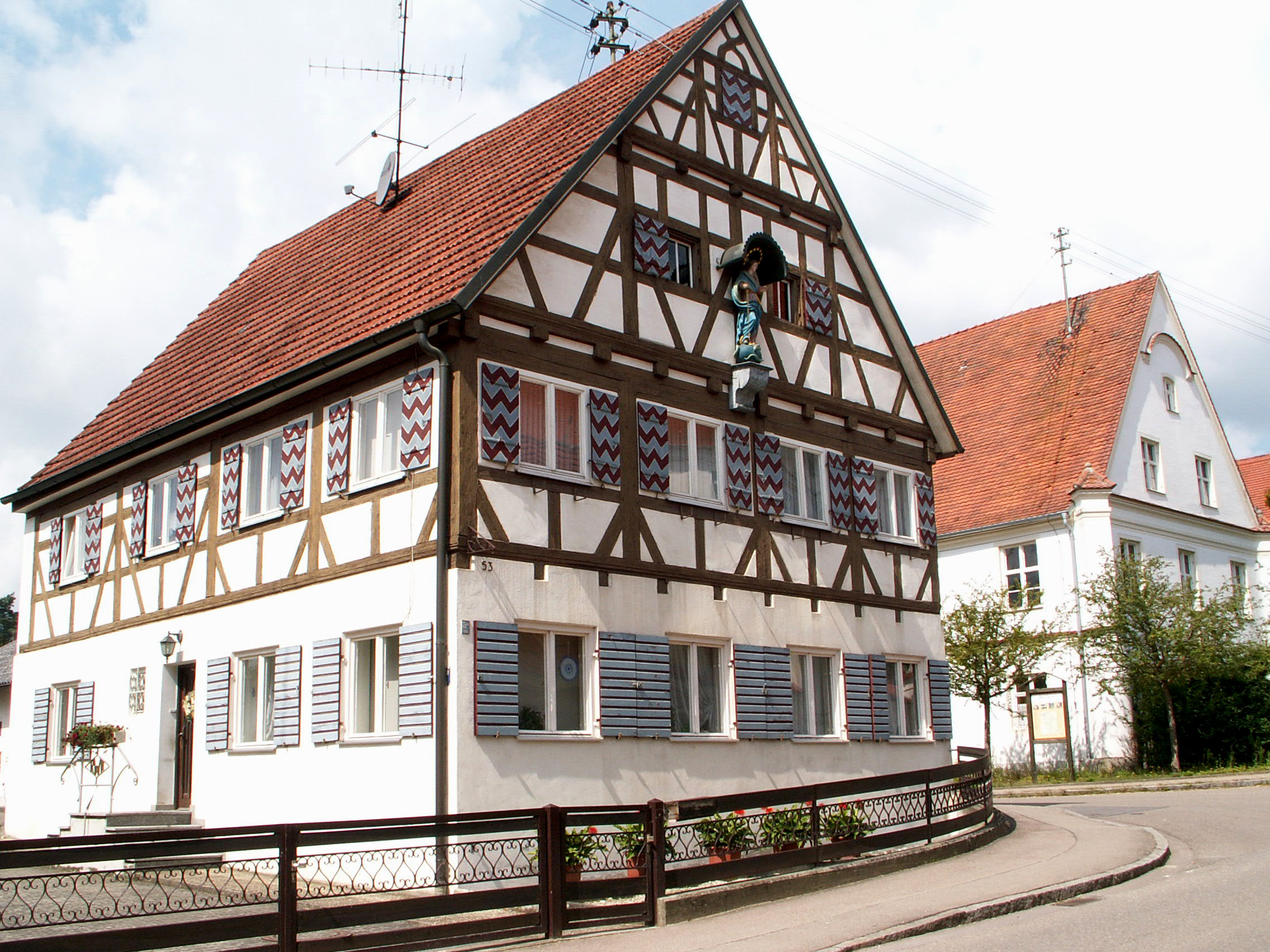
Haus Dossenbergerstraße 53 in Wettenhausen

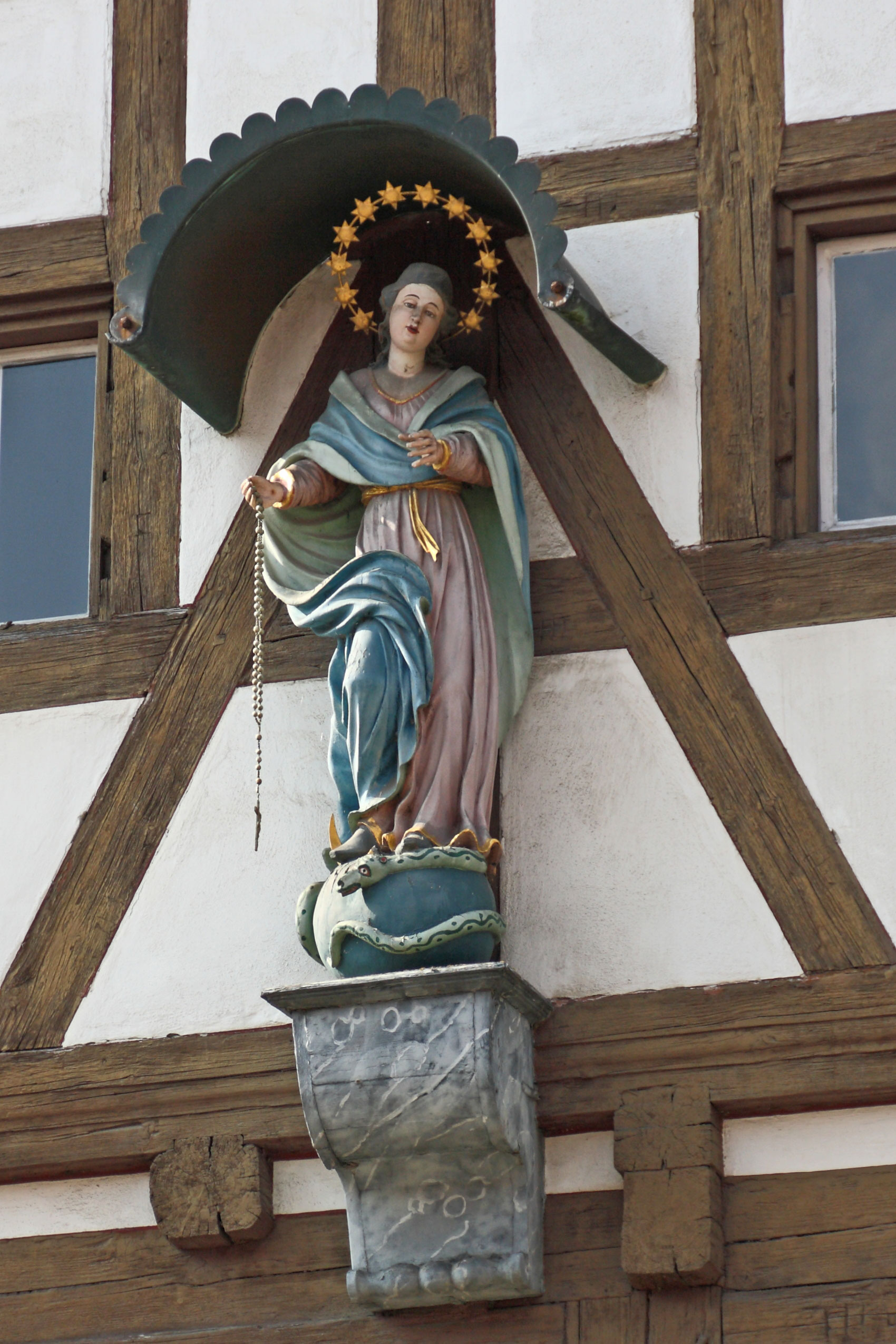
Figur der Muttergottes

Das Gebäude Dossenbergerstraße 53 in Wettenhausen, einem Gemeindeteil von Kammeltal im Landkreis Günzburg im bayerischen Regierungsbezirk Schwaben, wurde im 17. Jahrhundert errichtet. Das Fachwerkhaus ist ein geschütztes Baudenkmal.
Der zweigeschossige Bau mit vorkragendem Dachgeschoss besitzt einen Ziergiebel. Bei der Renovierung im Jahr 1987 wurde die Figur der Muttergottes, am Giebel auf einer Konsole stehend, restauriert.